# Megachile bhavanae
Megachile bhavanae är en biart som beskrevs av Charles Thomas Bingham 1897. Megachile bhavanae ingår i släktet tapetserarbin, och familjen buksamlarbin. Inga underarter finns listade i Catalogue of Life.